# Stora Abborregölen
Stora Abborregölen är en sjö i Motala kommun i Östergötland och ingår i Motala ströms huvudavrinningsområde. Sjöns area är 0,02 kvadratkilometer och den befinner sig 125 meter över havet.